# Acronicta tonitra
Acronicta tonitra là một loài bướm đêm trong họ Noctuidae.